# Club Social y Deportivo Xelajú Mario Camposeco
O Club Social y Deportivo Xelajú Mario Camposeco, também conhecido como Xelajú MC, é um clube de futebol guatemalteco, sediado na cidade de Quetzaltenango.
Foi fundado em 1928. Manda seus jogos no Estádio Mario Camposeco, em Quetzaltenango, com capacidade para abrigar 11 mil espectadores. Na nomenclatura da agremiação, aparece o nome de Mario Camposeco, ex-jogador e capitão dos Superchivos nos anos 40. É um dos clubes mais bem-sucedidos da Liga Nacional fora da Cidade da Guatemala. 
É treinado por Hernán Medford, ex-ídolo do Saprissa e um dos principais jogadores da Costa Rica, que disputou duas Copas em sua carreira (1990 e 2002).